# Liste der Monuments historiques in Delincourt
Die Liste der Monuments historiques in Delincourt führt die Monuments historiques in der französischen Gemeinde Delincourt auf.

## Liste der Bauwerke
| Bezeichnung     | Beschreibung | Standort | Kennzeichnung | Schutzstatus | Datum | Bild           |
| --------------- | ------------ | -------- | ------------- | ------------ | ----- | -------------- |
| Kirche St-Léger |              | (Lage)   | PA00114674    | Inscrit      | 1926  | weitere Bilder |

## Liste der Objekte

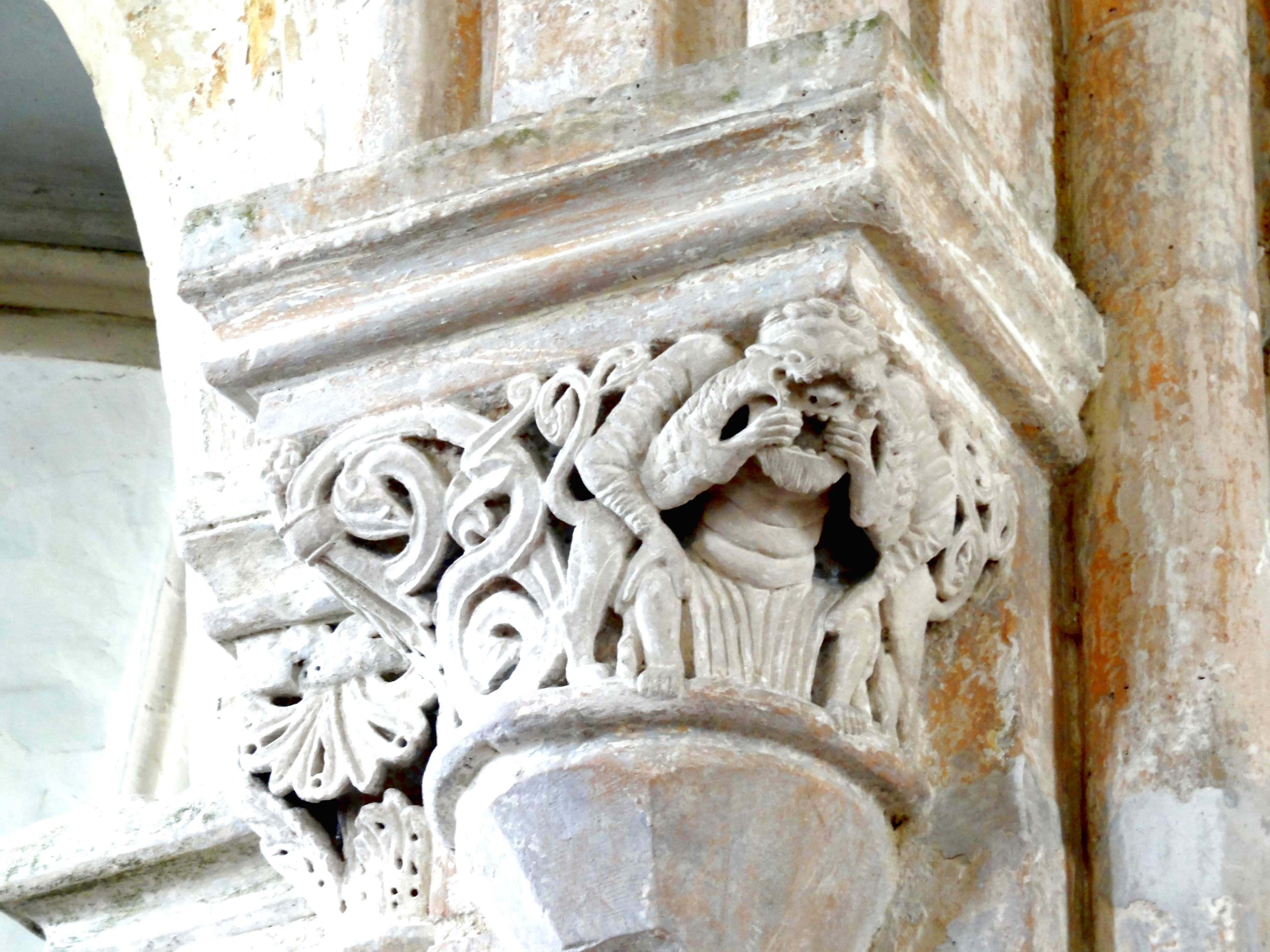
Kapitell (12. Jahrhundert) in der Kirche St-Léger

- Monuments historiques (Objekte) in Delincourt in der Base Palissy des französischen Kultusministeriums